# Palazzo Ventapane a Pizzofalcone

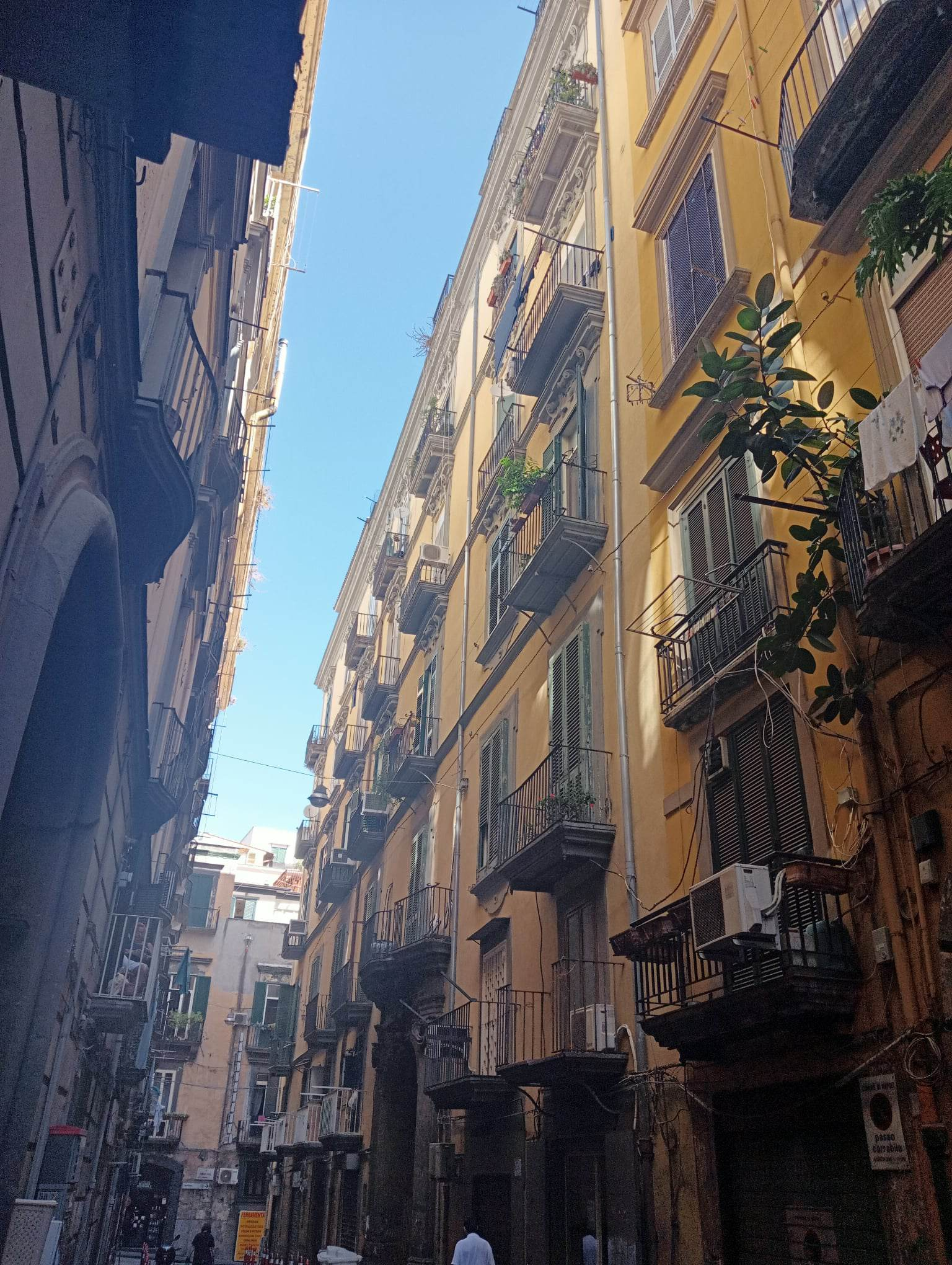
Palazzo Ventapane a Pizzofalcone in Neapel

Der Palazzo Ventapane ist ein Palast aus dem 17. Jahrhundert im Viertel San Ferdinando von Neapel in der italienischen Region Kampanien. Er liegt in der Via Egiziaca a Pizzofalcone, 4.

## Geschichte
Der Palast wurde sicherlich in der ersten Hälfte des 17. Jahrhunderts erbaut, da er bereits im Katasterbericht des Antonio Galluccio (aus dem Jahre 1689) erwähnt ist. Aus den Aufzeichnungen geht auch hervor, dass er einem gewissen Felice Vergara gehörte. Im folgenden Jahrhundert fiel er an die Markgrafen Ventapane, die das Gebäude wesentlich erweitern ließen.
Heute ist der Palast ein Mietshaus. 

## Beschreibung
Der Palast zeigt sich im Stile des 18. Jahrhunderts. Die Fassade hat fünf Stockwerke und die Fenster der drei Obergeschosse besitzen Stuckrahmen im Rokokostil. Im Erdgeschoss öffnet sich eines der zahlreichen imposanten Barockportale aus Piperno im neapolitanischen Stadtzentrum. An der Rückwand des Innenhofes erhebt sich eine offene Treppe mit drei Bögen pro Stockwerk, teilweise verdeckt durch einen modernen Aufzug.